# Are You Growing Tired of My Love
Singles de Status Quo
Ice in the Sun
(1968) The Price of Love
(1969)
Are You Growing Tired of My Love est l'unique single issu de l'album Spare Parts de Status Quo.

## Historique
Paru le 25 avril 1969, il fut produit par John Schroeder pour le label Pye Records. C'est une composition d 'Anthony King sous forme de ballade. Cet aussi le premier single de Status Quo avec Rick Parfitt au chant. La face-B, So Ends Another Life est une composition du bassiste Alan Lancaster
Ce single atteindra seulement la 46e place dans les charts britanniques et ne resta classé que trois semaines.

## Liste des titres
- Face A: Are You Growing Tired of My Love (King) - 3:33
- Face B: So Ends Another Life (Alan Lancaster) - 3:10

## Musiciens du groupe
- Francis Rossi : guitare solo, chœurs
- Rick Parfitt : chant, guitare rythmique.
- Alan Lancaster : basse.
- John Coghlan : batterie, percussions.
- Roy Lynes : orgue.

## Charts
| Date       | Chart            | durée du classement | Position |
| ---------- | ---------------- | ------------------- | -------- |
| 03/06/1969 | UK Singles Chart | 3 semaines          | 46e      |